# 1re division de la Garde (Empire allemand)
Pour les articles homonymes, voir 1re division.
La 1re division de la Garde (1. Garde-Division en allemand) est une unité de la Garde prussienne. Elle participe à la guerre franco-allemande et à la Première Guerre mondiale. Intégrée dans le corps de la Garde au sein de la IIe armée allemande, la 1re division de la Garde participe aux premiers combats du front de l'Ouest, bataille de Charleroi, bataille de Guise et de la Marne. Par deux fois, cette division est transférée sur le front de l'est, une première fois en 1915, lors de l'offensive de Gorlice-Tarnów puis en 1917, lors de l'offensive allemande sur Riga.
La division participe à la plupart des grandes batailles du front de l'ouest, bataille de la Somme, du Chemin des Dames et Opération Michaël jusqu'en novembre 1918, où la division est transférée en Allemagne avant sa dissolution.

## Guerre austro-prussienne

### Composition
- 1re brigade d'infanterie de la Garde : Oberst Hugo von Obernitz

1er régiment à pied de la Garde, Oberst Bernhard von Kessel
3e régiment à pied de la Garde, Oberst Julius Knappe von Knappstädt (de)
- 2e brigade d'infanterie de la Garde : Generalmajor Constantin von Alvensleben

2e régiment à pied de la Garde, Oberst Alexander von Pape
Régiment de fusiliers de la Garde, Oberst Bernhard von Werder
Bataillon de chasseurs à pied de la Garde (de), Oberstleutnant Viktor von Roeder
Régiment de hussards du Corps de la Garde, Oberst Rudolf von Krosigk (de)
Quatre batteries de la Garde, Major Hermann von Bychelberg (de)

## Première Guerre mondiale

### Composition à la mobilisation
- 1re brigade d'infanterie de la Garde (Potsdam)

1er régiment à pied de la Garde (Potsdam)
3e régiment à pied de la Garde (Potsdam)
Bataillon de chasseurs à pied de la Garde (de) (Potsdam)
Lehr-Infanterie-Bataillon (Potsdam)
1er régiment de Landwehr de la Garde Königsberg (1er Bataillon) et Graudenz (2e bataillon)
3e régiment de Landwehr de la Garde Hanovre (1er bataillon) und Schleswig (2e bataillon)
- 2e brigade d'infanterie de la Garde (Potsdam)

2e régiment à pied de la Garde (Berlin)
Régiment de fusiliers de la Garde (Berlin)
4e régiment à pied de la Garde (Berlin)
2e régiment de Landwehr de la Garde Berlin (1er bataillon) et Stettin (2e bataillon)
4e régiment de Landwehr de la Garde Magdebourg (1er bataillon) et Cottbus (2e bataillon)
régiment de fusiliers Landwehr de la Garde Francfort-sur-le-Main (1er bataillon) et Wiesbaden (2e bataillon)
- 1re brigade d'artillerie de campagne de la Garde (Potsdam)

1er régiment d'artillerie de campagne de la Garde (Berlin)
3e régiment d'artillerie de campagne de la Garde (Berlin) et (Beeskow)

### Composition en 1916
- 1re brigade d'infanterie de la Garde

1er régiment d'infanterie de la garde prussienne
2e régiment à pied de la Garde
4e régiment à pied de la Garde
- Cavalerie :

1re, 2e, 3e et 4e escadrons du régiment de Hussards de la Garde
2e escadron du 6e régiment de dragons
- 1re brigade d'artillerie de campagne de la Garde

1er régiment d'artillerie de campagne de la Garde
3e régiment d'artillerie de campagne de la Garde

### Composition en 1917
- 1re brigade d'infanterie de la Garde

1er régiment d'infanterie de la garde prussienne
2e régiment à pied de la Garde
4e régiment à pied de la Garde
- Cavalerie :

1re et 2e escadrons du régiment de Hussards de la Garde
2e escadron du 6e régiment de dragons
- 1re brigade d'artillerie de campagne de la Garde

1er régiment d'artillerie de campagne de la Garde

### Composition en 1918
- 1re brigade d'infanterie de la Garde

1er régiment d'infanterie de la garde prussienne
2e régiment à pied de la Garde
4e régiment à pied de la Garde
- Cavalerie :

3 escadrons du régiment de Hussards de la Garde
- 1re brigade d'artillerie de la Garde

1er régiment d'artillerie de campagne de la Garde
1re, 2e et 4e batteries du régiment d'artillerie à pied de la Garde

## Historique

### Première Guerre mondiale

#### 1914
- 11 - 23 août : déplacement et concentration vers Weismes par V.F., la division pénètre en Belgique le 13 août par Stavelot et franchit la Meuse le 23 août à Huy.
- 23 - 24 août : engagé dans la bataille de Namur et la bataille de Charleroi, combat à Fosses et Saint-Gérard. Le 23 août, la division franchit la Sambre à Jemeppes. Le 24 août, combat Fournaux.
- 26 août : combat à Fourmiers
- 29 - 30 août : bataille de Guise, combat à Vervins, Le Sourd et Lemé.
- 5 septembre : combat à Vert-la-Gravelle.
- 6 - 9 septembre : engagé dans la bataille de la Marne, (Bataille des Marais de Saint-Gond).
- 9 septembre - 1er octobre : retraite vers l'Aisne et combat autour de Reims.

17 septembre : prise de la Ville-aux-Bois.
30 septembre : combat autour de Reims.
- 1er - 13 octobre : bataille d'Arras.
- 13 octobre - 13 décembre : guerre de position dans les Flandres et en Artois.

30 octobre - 24 novembre : bataille d'Ypres.
- 5 décembre 1914 - 20 février 1915 : la 1re brigade de la Garde tient un secteur à Gheluvelt dans les Flandres, la 2e brigade est à Hébuterne en Artois.

Janvier 1915 : la 1re brigade est transférée en Champagne, rejoint par la 2e brigade au cours du mois de février.

#### 1915
- 20 février - 20 mars : engagée dans la première bataille de Champagne.
- 21 - 28 mars : occupation et organisation d'un secteur en Champagne.
- 31 mars - 20 avril : retrait du front, transport par V.F. dans la région de Colmar, mise en réserve de l'OHL. Le corps de la Garde est reconstitué.
- 20 - 25 avril : transport par V.F. sur le front de l'est en Galicie arrivée à Bochnia le 22 avril.
- 1er mai - 20 septembre : du 1er au 3 mai, engagée dans l'offensive de Gorlice-Tarnów

4 - 23 mai : exploitation de la bataille de Gorlice-Tarnów
15 mai - 13 juin : combat à Przemyśl
24 - 26 mai : combat à Radymno et sur le San.
12 - 15 juin : engagée dans la bataille de Lubaczów
17 - 22 juin : engagée dans la bataille de Lemberg
22 juin - 16 juillet : la division tient un secteur en Galicie polonaise.
- 16 - 28 juillet : engagée dans la bataille de Krasnostav (uk) du 16 au 18 juillet, la division exploite ensuite les résultats de la bataille.
- 29 juillet - 19 août : engagée les 29 et 30 juillet dans la bataille de Biskupice.
- 19 août - 20 septembre : la division tient un front vers le Wieprz, le Boug et la Iasselda. Les pertes entre le mois de mai à la fin août 1915 s'élèvent à 17 officiers et 2 116 hommes de troupe pour le 3e régiment à pied de la Garde et de 53 officiers et 3 005 hommes de troupe pour le 1er régiment à pied de la Garde.
- 20 - 25 septembre : transport vers le front de l'ouest par V.F. en passant par Toruń, Poznań, Francfort-sur-l'Oder, Berlin, Cassel, Giessen, Coblence, Trèves, Luxembourg, Namur et Charleroi.
- 25 septembre - 14 octobre : déplacement de Charleroi vers le front de l'Artois et le bois de la Folie, combat vers Arras et La Bassée. Les pertes du mois de septembre 1915 s'élèvent à 1 522 hommes de troupe pour le 1er régiment à pied de la Garde.
- 14 octobre 1915 - 24 juillet 1916 : retrait du front, puis occupation d'un secteur Lassigny - Beuvraignes. Mouvement par étapes en direction de Péronne, la division est placée en réserve.

21 janvier - 17 février : attaques allemandes sur Frise.

#### 1916
- 24 juillet - 7 septembre : engagée dans la bataille de la Somme, relève la 1re division de réserve bavaroise (en).

19 - 20 août : attaques allemandes coûteuses. Le 3 septembre, la division participe à la défense de Cléry. Puis retrait du front.
- 7 septembre - 1er novembre : occupation d'un secteur vers Roye et Noyon.
- 1er novembre 1916 - 11 février : retour sur le front de la Somme dans le secteur Biaches, Barleux, les pertes sont plus faibles. Au cours du mois de janvier, la division est renforcée par l'arrivée des classes 17.

#### 1917
- 11 février - 16 avril : retrait du front, la division est recomplétée ; repos et instruction dans la région de Sissonne.
- 16 avril - 18 mai : présente sur les secteurs de l'Aisne et de Champagne. Engagé le 17 avril dans la bataille du Chemin des Dames dans le secteur Ailles ferme d'Hurtebise. Encore présente lors de l'attaque du 5 mai.[n 3]
- 19 mai - 27 juin : retrait du front et redéployée en Argonne dans le secteur de Haute-Chevauchée.
- 28 juin - 9 juillet : retrait du front, en réserve de l'OHL. À partir du 4 juillet transport par V.F. sur le front de l'est en passant par Namur, Liège, Aix-la-Chapelle, Düsseldorf, Minden, Hanovre, Berlin, Francfort-sur-l'Oder, Posen, Łódź, Brest-Litowsk, Kovel, Lemberg, Ozidow.
- 9 - 18 juillet : en ligne dans le secteur est de Zloczow.
- 19 - 28 juillet : engagée dans la percée du front en Galicie orientale. Combat à Harbuzow-Zwyzyn, le 19 juillet ; combat à Zalozce-Bialoglowy le 20 juillet et à Worobijowka-Hladki le 21 juillet.
- 29 juillet - 14 août : en ligne dans le secteur de Tarnopol.
- 14 août - 1er septembre : retrait du front, en réserve de l'OHL, au sein de la 8e armée allemande.
- 1er - 5 septembre : engagée dans la bataille de Riga.

1er septembre : combat à Kleinen Jägel.
2 septembre : combat à Draggun.
3 - 4 septembre : combat sur le Großen Jägel et poursuite en direction de la route Riga-Wenden.
- 5 septembre - 9 octobre : occupation et organisation d'un secteur sur la Düna.
- 9 - 11 octobre : retrait du front.
- 16 - 21 octobre : transport par V.F. du front de l'est au front de l'ouest. Départ de Riga, puis trajet par Kœnigsberg, Posen, Halle, Cassel, Coblence, Sedan, Novion-Porcien, arrivée à Rethel.
- 21 octobre 1917 - 25 janvier 1918 : occupation d'un secteur en Champagne, dans le secteur des Marquises.

#### 1918
- 26 janvier - 14 mars : retrait du front. Mise en réserve de l'OHL, formation et entrainement sous la responsabilité de la 1re armée allemande.

1re - 14 mars : la division est en ligne et relève la 203e division d'infanterie.
- 14 - 20 mars : retrait du front et déplacement dans le secteur de la Somme. La division est rattachée à la 18e armée allemande.
- 21 mars - 6 avril : engagée dans l'Opération Michaël.

21 - 22 mars : combat et prise de Saint-Quentin.
23 - 24 mars : franchissement de la Somme et du canal Crozat prise de Saint-Christ-Briost et Tergnier.
25 mars - 6 avril : poursuite de l'offensive en direction de Montdidier et de Noyon. Attaques répétées sur Grivesnes, repoussées avec des pertes importantes pour les assaillants.
- 7 avril - 1er mai : tient un secteur sur l'Avre entre Montdidier et Noyon.
- 1er - 26 mai : la division est relevée et transférée dans le secteur de l'Ailette.
- 27 mai - 13 juin : engagée dans la bataille de l'Aisne, attaque du Chemin des Dames le 27 mai, poursuite de l'offensive pour atteindre l'Aisne, l'Oise et la Marne.

30 mai - 13 juin : attaque au sud-ouest de Soissons.
- 14 juin - 18 juillet : occupation d'un secteur dans le Tardenois.
- 18 juillet - 6 août : engagée dans la bataille de la Marne, relève la 6e division de réserve royale bavaroise, les 22 et 23 juillet. Combats défensifs près de Passy-sur-Marne, puis retraite au nord de Fère-en-Tardenois le 6 août.
- 7 août - 4 septembre : combat sur la ligne de la Vesle, entre l'Aisne et l'Oise.
- 5 - 8 septembre : combat sur la Siegfried Stellung. La division est relevée et transférée dans le secteur de l'Argonne.
- 16 septembre - 8 octobre : la division relève la 53e division de réserve dans le secteur de Varennes-en-Argonne. Engagée dans l'offensive Meuse-Argonne le 26 septembre. Le 29 septembre la division est relevée par la 5e division de la Garde. Elle retourne en ligne du 3 au 8 octobre avant son retrait du front.[n 4]
- 8 octobre - 11 novembre : la division est dans le secteur de Champagne, elle effectue des combats défensifs ralentissant la progression des troupes alliées. Elle est identifiée à Olizy le 14 octobre et à Chestres le 21 octobre.

## Chefs de corps
| Grade                        | Nom                                    | Date                                 |
| ---------------------------- | -------------------------------------- | ------------------------------------ |
| Oberst                       | Ernst Ludwig von Tippelskirch          | 19 juin - 8 août 1813                |
| Generalmajor                 | Jean-Frédéric-Charles II d'Alvensleben | 5 septembre 1816 - 30 avril 1820     |
| Generalmajor/Generalleutnant | Guillaume Ier d'Allemagne              | 1er mai 1820 - 29 mars 1829          |
| Generalleutnant              | Eugen Maximilian von Roeder            | 30 mars 1838 - 28 février 1843       |
| Generalmajor/Generalleutnant | Karl von Prittwitz                     | 1er mars 1843 - 3 décembre 1849      |
| Generalleutnant              | Johann Carl von Möllendorff (de)       | 4 décembre 1849 - 18 février 1857    |
| Generalleutnant              | Frédéric-Charles de Prusse             | 19 février - 18 septembre 1857       |
| Generalmajor/Generalleutnant | Adolf von Bonin                        | 19 septembre 1857 - 13 juin 1859     |
| Generalleutnant              | Frédéric III d'Allemagne               | 14 juin 1859 - 18 décembre 1863      |
| Generalmajor                 | Julius von Loewenfeld                  | 19 décembre 1863 - 17 mai 1864       |
| Generalleutnant              | Otto von der Mülbe (de)                | 18 mai 1864 - 3 janvier 1866         |
| Generalleutnant              | Wilhelm Hiller von Gaertringen         | 4 janvier - 3 juillet 1866           |
| Generalmajor/Generalleutnant | Constantin von Alvensleben             | 3 juillet 1866 - 17 juillet 1870     |
| Generalleutnant              | Alexander von Pape                     | 18 juillet 1870 - 7 février 1880     |
| Generalleutnant              | Ewald Christian Leopold von Kleist     | 8 février 1880 - 31 mai 1885         |
| Generalleutnant              | Sigismund von Schlichting              | 1er juin 1885 - 9 août 1888          |
| Generalleutnant              | Ludwig von Sobbe (de)                  | 10 août 1888 - 3 novembre 1890       |
| Generalleutnant              | Albert von Holleben                    | 4 novembre 1890 - 17 avril 1893      |
| Generalleutnant              | Hermann Blecken von Schmeling          | 18 avril 1893 - 17 août 1894         |
| Generalleutnant              | Richard Karl von Klitzing (de)         | 18 août 1894 - 31 août 1897          |
| Generalleutnant              | Ernst von Bülow                        | 1er septembre 1897 - 26 janvier 1900 |
| Generalleutnant              | Gustav von Kessel                      | 27 janvier 1900 - 26 janvier 1902    |
| Generalleutnant              | Helmuth Johannes Ludwig von Moltke     | 27 janvier 1902 - 15 février 1904    |
| Generalleutnant              | Alfred von Loewenfeld                  | 16 février 1904 - 8 février 1908     |
| Generalmajor                 | Fritz von Below                        | 9 - 17 février 1908                  |
| Generalleutnant              | Fritz von Below                        | 18 février 1908 - 30 septembre 1912  |
| Generalleutnant              | Alfred von Larisch                     | 1er octobre - 18 novembre 1912       |
| Generalleutnant              | Oskar von Hutier                       | 19 novembre 1912 - 3 avril 1915      |
| Generalmajor                 | Eitel-Frédéric de Prusse               | 4 avril 1915 - 11 octobre 1918       |
| Generalmajor                 | Eduard von Jena                        | 12 octobre 1918 - 5 février 1919     |
| Generalmajor                 | Georg Mühry (de)                       | 6 février - 30 avril 1919            |